# Sportler des Jahres 2011 (Deutschland)
Die Sportler des Jahres 2011 in Deutschland wurden von den Fachjournalisten gewählt und am 18. Dezember im Kurhaus von Baden-Baden ausgezeichnet. Veranstaltet wurde die Wahl zum 65. Mal von der Internationalen Sport-Korrespondenz (ISK). Erstmals wurde mit Dirk Nowitzki ein Mannschaftssportler als Sportler des Jahres gewählt. Zusätzlich wurde Verena Bentele mit dem Sparkassenpreis 2011 für ihre Erfolge und ihr Engagement ausgezeichnet, mit dem sie ein Vorbild für junge Sportler ist. Erstmals wurde die vom Deutschen Olympischen Sportbund (DOSB) vergebene Auszeichnung für den Trainer des Jahres im Rahmen der Sportlerehrung überreicht.

## Männer
| Platz | Sportler          | Sportart       | Punkte | Erfolge 2011                                |
| ----- | ----------------- | -------------- | ------ | ------------------------------------------- |
| 1.    | Dirk Nowitzki     | Basketball     | 3868   | NBA-Meister, MVP der Finalserie             |
| 2.    | Sebastian Vettel  | Motorsport     | 3503   | Formel-1-Weltmeister                        |
| 3.    | Timo Boll         | Tischtennis    | 1565   | Europameister Einzel und Mannschaft         |
| 4.    | Stefan Bradl      | Motorradsport  | 1201   | Weltmeister                                 |
| 5.    | Robert Harting    | Leichtathletik | 1170   | Diskuswurf-Weltmeister                      |
| 6.    | Matthias de Zordo | Leichtathletik | 0658   | Speerwurf-Weltmeister                       |
| 7.    | Martin Kaymer     | Golf           | 0612   | Weltranglistenerster                        |
| 8.    | Philipp Boy       | Turnen         | 0611   | Europameister im Mehrkampf                  |
| 9.    | David Storl       | Leichtathletik | 0503   | Kugelstoß-Weltmeister                       |
| 10.   | Philip Köster     | Windsurfen     | 0490   | Weltmeister und Weltcupsieger im Waveriding |

## Frauen
| Platz | Sportler            | Sportart           | Punkte | Erfolge 2011                                                                        |
| ----- | ------------------- | ------------------ | ------ | ----------------------------------------------------------------------------------- |
| 1.    | Magdalena Neuner    | Biathlon           | 4260   | Weltmeisterin im Sprint, Massenstart und mit der Staffel, Siegerin im Sprintweltcup |
| 2.    | Andrea Petković     | Tennis             | 2002   | Viertelfinale bei den Australian Open, den French Open und den US Open              |
| 3.    | Maria Höfl-Riesch   | Ski Alpin          | 1849   | Gewinnerin des Gesamtweltcup                                                        |
| 4.    | Sabine Lisicki      | Tennis             | 1222   | Halbfinale im Einzel und Finale im Doppel in Wimbledon                              |
| 5.    | Betty Heidler       | Leichtathletik     | 1077   | Weltrekord und Vizeweltmeisterin im Hammerwurf                                      |
| 6.    | Jenny Wolf          | Eisschnelllauf     | 0959   | Gesamt-Weltcupsiegerin und Weltmeisterin über 500 m                                 |
| 7.    | Tatjana Hüfner      | Rennrodeln         | 0756   | Weltmeisterin                                                                       |
| 8.    | Viktoria Rebensburg | Ski Alpin          | 0649   | Siegerin im Riesenslalomweltcup                                                     |
| 9.    | Judith Arndt        | Radsport           | 0644   | Weltmeisterin im Zeitfahren                                                         |
| 10.   | Lena Schöneborn     | Moderner Fünfkampf | 0510   | Europameisterin                                                                     |

## Mannschaften
| Platz | Sportler                                                                                                   | Sportart     | Punkte | Erfolge 2011                                                                           |
| ----- | --- | ------------ | ------ | -------------------------------------------------------------------------------------- |
| 1.    | Borussia Dortmund                                                                                          | Fußball      | 3409   | Deutscher Meister                                                                      |
| 2.    | Fußballnationalmannschaft Männer                                                                           | Fußball      | 2684   | 10 Siege in 10 Spielen der EM-Qualifikation, Siege gegen Brasilien und die Niederlande |
| 3.    | Deutschland-Achter                                                                                         | Rudern       | 2406   | Weltmeister                                                                            |
| 4.    | Biathlonstaffel Frauen (Andrea Henkel, Miriam Gössner, Tina Bachmann, Magdalena Neuner)                    | Biathlon     | 1606   | Weltmeister, Gewinner des Staffel-Weltcups                                             |
| 5.    | Hockeynationalmannschaft Männer                                                                            | Hockey       | 0899   | Europameister                                                                          |
| 6.    | Tischtennis-Nationalteam Männer (Patrick Baum, Timo Boll, Dimitrij Ovtcharov, Ruwen Filus, Bastian Steger) | Tischtennis  | 0846   | Europameister                                                                          |
| 7.    | Aljona Savchenko/Robin Szolkowy                                                                            | Eiskunstlauf | 0808   | Welt- und Europameister                                                                |
| 8.    | Volleyballnationalmannschaft Frauen                                                                        | Volleyball   | 0705   | Vizeeuropameister                                                                      |
| 9.    | HSV Hamburg                                                                                                | Handball     | 0560   | Deutscher Meister                                                                      |
| 10.   | Viererbob-Team Manuel Machata                                                                              | Bobsport     | 0461   | Welt- und Europameister                                                                |

## Weitere Auszeichnungen
- Trainer des Jahres: Markus Weise (Hockey)
- Sparkassenpreis für Vorbilder im Sport: Verena Bentele (Para-Wintersport)